# Nikita Nikolajewitsch Wolodin
Nikita Nikolajewitsch Wolodin (russisch Никита Николаевич Володин, englische Transkription: Nikita Volodin; * 19. August 1994) ist ein russischer Billardspieler aus Sankt Petersburg, der in der Billardvariante Russisches Billard antritt.
Er wurde 2022 Weltmeister in der Disziplin Freie Pyramide.

## Karriere
Nikita Wolodin trat im September 2010 in seiner Heimatstadt Sankt Petersburg erstmals im Europacup an und verpasste mit einer Niederlage im entscheidenden Vorrundenspiel gegen Wladislaw Osminin knapp den Einzug in die K.-o.-Phase. Ein halbes Jahr später erreichte er bei seinem Weltcupdebüt die Runde der letzten 32, in der er Juri Paschtschinski unterlag. Im weiteren Verlauf des Jahres 2011 folgten frühe Niederlagen bei den Prince Open, den Longoni Russia Open und bei der russischen Meisterschaft der Herren in der Dynamischen Pyramide.
Nachdem Wolodin Anfang 2012 die Bronzemedaille bei der russischen Jugendmeisterschaft gewonnen hatte, folgte im April in Minsk seine einzige Teilnahme an der Jugendeuropameisterschaft, bei der er sieglos in der Vorrunde ausschied. Wenig später scheiterte er auch beim Moskauer Bürgermeisterpokal in der Vorrunde. Auch die Jahre 2013 und 2014 verliefen wenig erfolgreich und Wolodin kam nie über die Vorrunde hinaus, so scheiterte er etwa 2013 bei den St. Petersburg Open in der Qualifikation und belegte 2014 beim Dynamische-Pyramide-Weltcup den 49. Platz.
Im März 2015 besiegte Wolodin im Weltcup unter anderem Vasif Məmmədov und zog erstmals ins Achtelfinale ein, in dem er Dmitri Storoschenko unterlag. Nachdem er auch bei der russischen Freie-Pyramide-Meisterschaft die Runde der letzten 16 erreicht hatte, nahm er im Oktober 2015 im finnischen Imatra erstmals an einer Weltmeisterschaft teil, der Dynamische-Pyramide-WM, musste sich dort jedoch in der ersten Runde dem späteren Weltmeister Dastan Lepschakow mit 4:7 geschlagen geben. Wenig später schied er beim Kremlin Cup in der Runde der letzten 128 aus und gelangte bei den Prince Open ins Sechzehntelfinale. Während er bei den nationalen Meisterschaften 2016 zum ersten Mal ein Viertelfinale erreichte, gelangte er im selben Jahr im Weltcup einmal ins Achtelfinale (Moskauer Bürgermeisterpokal) und zweimal ins Sechzehntelfinale, darunter der Kremlin Cup 2016.
Im April 2017 gewann Wolodin im Dynamische-Pyramide-Weltcup seine erste Medaille, als er sich gegen Kamoliddin Jessiddinow, Artjom Balow und den Weltmeister Leonid Schwyrjajew durchsetzte, bevor er im Endspiel Alexander Murawjow mit 4:6 unterlag. Bei den beiden folgenden Weltcupturnieren in der Freien Pyramide scheiterte er hingegen frühzeitig. Auch auf nationaler Ebene sicherte er sich 2017 seine erste Podestplatzierung; im Oktober zog er bei der Freie-Pyramide-Meisterschaft ins Finale ein und musste sich erneut Alexander Murawjow knapp geschlagen geben, diesmal mit 6:7. Wenige Tage später schied er beim Savvidi Cup in der Runde der letzten 128 aus und am Jahresende kam er bei den Prince Open ins Achtelfinale.
Im Freie-Pyramide-Weltcup 2018 gelangte Wolodin bei den ersten vier Turnieren zweimal ins Achtelfinal und zweimal ins Sechzehntelfinale. Nachdem er beim Savvidi Cup 2018 die Runde der letzten 32 erreicht hatte, zog er im Oktober beim Weltcup-Finalturnier ins Halbfinale ein, in dem er gegen Semjon Saizew mit 3:6 verlor. Einen Monat später folgte seine zweite WM-Teilnahme, diesmal in der Freien Pyramide; durch Siege gegen Ramin Səməndərov, Alexandru Krîjanovski und Uladsislau Radsiwonau kam er ins Viertelfinale, in dem er Semjon Saizew (3:7) unterlag.
Zu Beginn des Jahres 2019 gewann Wolodin bei der russischen Meisterschaft in der Kombinierte Pyramide die Bronzemedaille, erreichte bei der Weltmeisterschaft in derselben Disziplin die Runde der letzten 32 und kam kurz darauf beim Weltcup ins Achtelfinale. Beim Moskauer Bürgermeisterpokal hingegen scheiterte er in der Runde der letzten 64. Im Juni 2019 wurde Wolodin durch einen 6:1-Finalsieg gegen Artjom Sajetgalejew russischer Meister in der Dynamischen Pyramide. Bei der Freie-Pyramide-WM erreichte er das Sechzehntelfinale und verlor knapp gegen Oleg Jerkulew (5:6). Im September gewann er gemeinsam mit Artjom Balow und Maxim Swerew die russische Mannschaftsmeisterschaft. Nachdem er beim Kremlin Cup in der Runde der letzten 64 ausgeschieden war, zog er beim Savvidi Cup 2019 durch Siege gegen Juri Paschtschinski und Titelverteidiger Dastan Lepschakow ins Viertelfinale ein, in dem er dem Kirgisen Asis Madaminow unterlag.
Als einer von acht Spielern durfte Wolodin Anfang 2020 am Champions Cup teilnehmen und schied nach 5:6-Niederlagen gegen Asis Madaminow und Diana Mironowa in der Vorrunde aus. Bei der russischen Meisterschaft in der Dynamischen Pyramide zog er wenig später erneut ins Finale ein, musste sich nun jedoch Oleg Jerkulew mit 1:6 geschlagen geben. Ab Oktober spielte er regelmäßig bei der Turnierserie Legend Cup mit, die aufgrund der COVID-19-Pandemie um weitere Turniere ergänzt wurde, und gelangte bei seinen sechs Teilnahmen zweimal ins Finale, in dem er jeweils auf Serghei Krîjanovski traf und mit 4:5 beziehungsweise 1:5 verlor.
Anfang 2021 erreichte Wolodin beim Legend Cup einmal das Halbfinale und im März gewann er durch einen 5:4-Finalsieg gegen Semjon Saizew erstmals ein Turnier der Serie. Beim Weltpokal 2021 erreichte er das Halbfinale, in dem er dem späteren Turniersieger Serghei Krîjanovski mit 5:8 unterlag. Nachdem er durch einen 50:41-Finalsieg gegen Pawel Plotnikow den Legend-Pokal gewonnen hatte, schied er bei der Freie-Pyramide-WM in der Runde der letzten 32 aus und zog beim Kremlin Cup ins Halbfinale ein, in dem er sich Iossif Abramow geschlagen geben musste.
Nachdem er 2021 bei den nationalen Meisterschaften nicht über das Sechzehntelfinale hinaus gekommen war, gewann Wolodin im April 2022 durch einen 60:52-Sieg gegen Ildar Wachitow die russische Meisterschaft in der Freien Pyramide mit Fortsetzung. Einen Monat später schied er beim Moskauer Bürgermeisterpokal zum zweiten Mal in Folge in der Runde der letzten 32 aus. Im Juni 2022 wurde Wolodin durch einen 7:6-Finalsieg gegen Wladislaw Osminin Weltmeister in der Freien Pyramide.

## Erfolge
Einzelerfolge
| Ergebnis | Jahr    | Turnier                                    | Finalgegner         | Endstand |
| -------- | ------- | ------------------------------------------ | ------------------- | -------- |
| Finalist | 2017    | Dynamische-Pyramide-Weltcup                | Alexander Murawjow  | 4:6      |
| Finalist | 2017    | Russische Meisterschaft (Fr. Pyr.)         | Alexander Murawjow  | 6:7      |
| Sieger   | 2019    | Russische Meisterschaft (Dyn. Pyr.)        | Artjom Sajetgalejew | 6:1      |
| Finalist | 2020    | Russische Meisterschaft (Dyn. Pyr.)        | Oleg Jerkulew       | 1:6      |
| Finalist | 2020/1  | Legend Cup – Corona                        | Serghei Krîjanovski | 4:5      |
| Finalist | 2020/4  | Legend Cup – Corona                        | Serghei Krîjanovski | 1:5      |
| Sieger   | 2021/11 | Legend Cup – Corona                        | Semjon Saizew       | 5:4      |
| Sieger   | 2022    | Legend-Pokal                               | Pawel Plotnikow     | 50:41    |
| Sieger   | 2022    | Russische Meisterschaft (Fr. Pyr., Forts.) | Ildar Wachitow      | 60:52    |
| Sieger   | 2022    | Weltmeisterschaft (Fr. Pyr.)               | Wladislaw Osminin   | 7:6      |

Mannschaftserfolge
| Ergebnis | Jahr | Turnier                 | Teampartner               | Finalgegner                                        | Endstand |
| -------- | ---- | ----------------------- | ------------------------- | -------------------------------------------------- | -------- |
| Sieger   | 2019 | Russische Meisterschaft | Artjom Balow Maxim Swerew | Sergei Goryslawez Maxim Kotschkin Juri Schischonin | 3:1      |

## Teilnahmen an Weltmeisterschaften
| Disziplin            | 2015 | 2016 | 2017  | 2018  | 2019  | 2020  | 2021  | 2022  |
| -------------------- | ---- | ---- | ----- | ----- | ----- | ----- | ----- | ----- |
| Freie Pyramide       | –    | –    | n. a. | VF    | L32   | n. a. | L32   | S     |
| Dynamische Pyramide  | R    | –    | n. a. | –     | n. a. | n. a. | n. a. |       |
| Kombinierte Pyramide | –    | –    | –     | n. a. | L32   | n. a. | n. a. | n. a. |
| Quelle:              |      |      |       |       |       |       |       |       |

| Legende | Legende                               |
| ------- | ------------------------------------- |
| S       | Sieger                                |
| F       | Finalist                              |
| HF / H  | Halbfinalist                          |
| VF / V  | Viertelfinalist                       |
| AF / A  | Achtelfinalist                        |
| LX      | Niederlage in der Runde der letzten X |
| R2      | Niederlage in Runde 2                 |
| R       | Vorrundenaus/Niederlage in Runde 1    |
| –       | nicht teilgenommen                    |
| n. a.   | nicht ausgetragen                     |